# Cessna 401 / 402
Los Cessna 401 y 402 son una serie de aviones ligeros de hélices propulsados por dos motores de pistón con una capacidad de 6 a 10 pasajeros, fabricados por Cessna desde 1966 a 1985 bajo el nombre comercial Utiliner y Businessliner. Todos los asientos de los pasajeros pueden ser fácilmente retirados y el avión puede ser utilizado para transporte de carga.

## Especificaciones (Cessna 402C)
Referencia datos: Jane's All the World's Aircraft 1982–83

### Características generales
- Tripulación: 2
- Capacidad: 6
- Longitud: 11,1 m (36,4 ft)
- Envergadura: 13,5 m (44,1 ft)
- Altura: 3,5 m (11,5 ft)
- Superficie alar: 21 m² (225,8 ft²)
- Perfil alar: NACA 23018 (raíz), NACA 23015 (punta)
- Peso vacío: 1849 kg (4075,2 lb)
- Peso máximo al despegue: 3107 kg (6847,8 lb)
- Planta motriz: 1× boxer turboalimentado Continental TSIO-520-VB.
  - Potencia: 242 kW (334 HP; 329 CV)
- Hélices: 1× tripala McCauley 0850334-34 por motor.
- Diámetro de la hélice: 860 mm

### Rendimiento
- Velocidad nunca excedida (Vne): 428 km/h (266 MPH; 231 kt) a 4900 msnm
- Velocidad crucero (Vc): 263 km/h (163 MPH; 142 kt) a 3000 msnm
- Velocidad de entrada en pérdida (Vs): 126 km/h (78 MPH; 68 kt) flaps abajo y sin propulsión
- Alcance: 2358 km (1273 nmi; 1465 mi) a 3000 msnm (crucero económico).
- Techo de vuelo: 8200 m (26 903 ft)
- Régimen de ascenso: 7,4 m/s (1457 ft/min)

## Accidentes
La cantante estadounidense de R&B Aaliyah murió junto con otros ocho, incluido el piloto, dos estilistas, un maquillador, un guardaespaldas y tres profesionales de sellos discográficos, cuando un Cessna 402B con matrícula N8097W, se estrelló poco después del despegue el 25 de agosto de 2001 alrededor de las 6:50 p. m. hora local, en Marsh Harbour, Islas Ábaco, Bahamas. Se determinó que la causa principal del accidente fue un avión cargado incorrectamente, que pesaba aproximadamente 700 libras (317,5kg) por encima de su peso máximo de despegue, y un centro de gravedad muy por detrás del límite. Los investigadores descubrieron que el piloto, Luis Morales III, no tenía licencia en el momento del accidente y tenía rastros de cocaína y alcohol en su cuerpo. 
La familia de Aaliyah más tarde presentó una demanda por homicidio culposo contra Blackhawk International Airways, que se resolvió fuera de los tribunales.
Otro Cessna 402B se estrelló cerca de 2 minutos después del despegue el 2 de junio de 1995 alrededor de las 6:00 p. m. hora local de Buenos Aires, Argentina. El avión, con matrícula argentina "LV MIU" de LAER - Líneas Aéreas de Entre Ríos, una compañía regional argentina aérea extinta de propiedad estatal, se estrelló y se hundió en el Río de la Plata, Argentina, a 10 km cerca de Carmelo-Uruguay, con las 6 víctimas. Los fallecidos fueron: el piloto Hugo Frances, el copiloto Claudio Gamarra, el presidente de la compañía Raúl Schwartztein, Walter Grand, Luis Jorge Gatcher y Jorge Ardíssono. La causa del accidente según los expertos mexicanos Manuel Pérez Iñigo y Carlos Jiménez, fue una hélice defectuosa reparada un año antes la fecha del accidente, que se rompió en el vuelo y el piloto se vio obligado a aterrizar en el río. El único sobreviviente, Roberto Romanelli, nadó desde el lugar del accidente casi 3.000 metros (1.86 millas) hasta la playa. Probablemente, se salvó la vida porque usar el cinturón de seguridad en el momento del impacto y estar sentado al lado de la salida de emergencia, que logró abrir. Estaba sentado justo detrás del asiento del copiloto. El clima en este momento era de 10 °C (50 °F), con fuertes lluvias y vientos de sudeste. Según el juez argentino del caso, probablemente el accidente fue por culpa del piloto.
El 9 de febrero de 2021 ocurre el Accidente del Cessna 402 de la Fuerza Aérea Paraguaya, resultando en la muerte de 7 de las 8 personas a bordo del avión.

### Aeronaves similares
- Piper PA-31 Navajo

## Operadores
- Cape Air: 88 Cessna 402C